# Carl Strehl

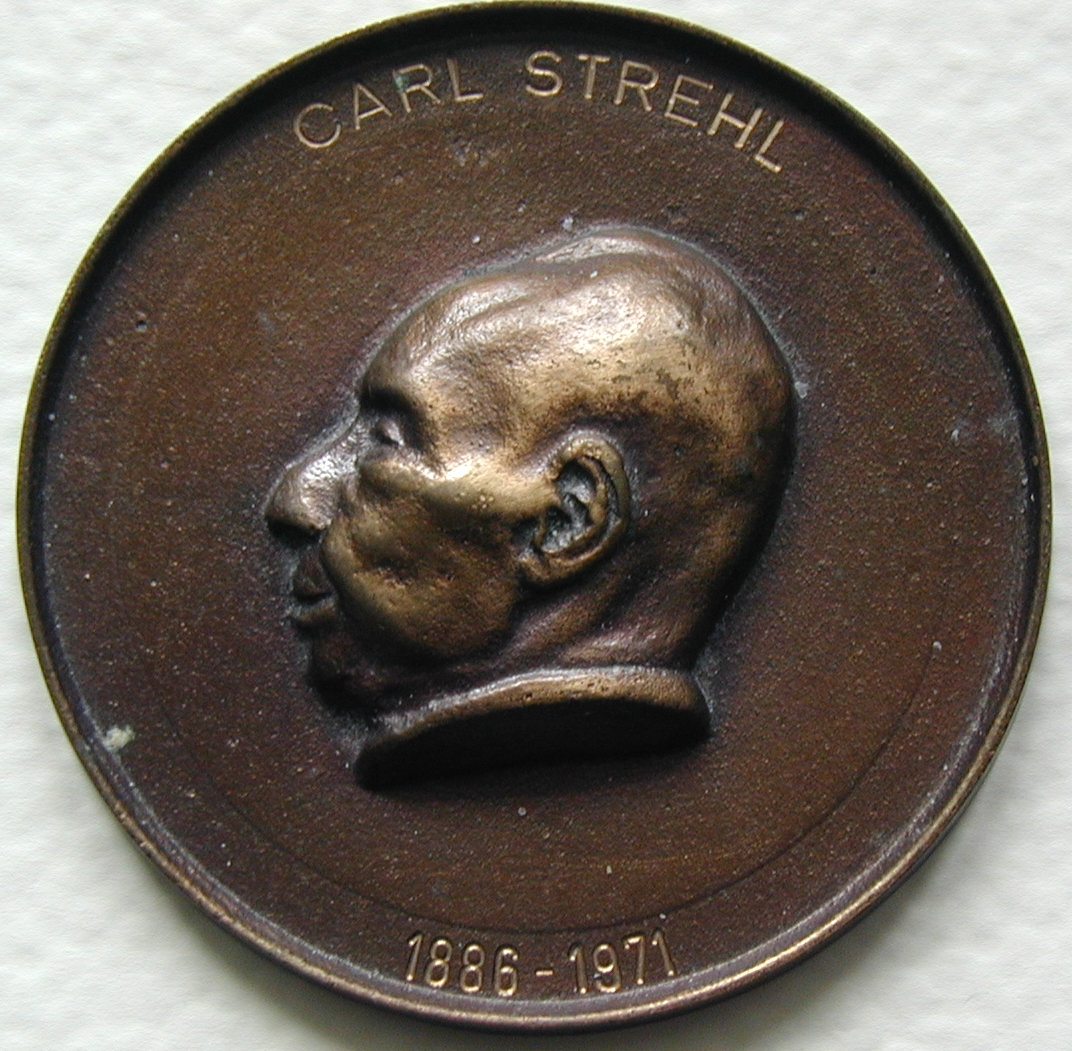
Carl-Strehl-Plakette

Carl Strehl (* 27. Juli 1886 in Berlin; † 18. August 1971 in Marburg) war ein deutscher Philologe. Er war, seit 1907 erblindet, Mitbegründer des Vereins blinder Akademiker Deutschlands, Mitgründer und Direktor der Deutschen Blindenstudienanstalt in Marburg sowie Honorarprofessor für Blindenwesen an der Philipps-Universität Marburg.

## Leben und berufliche Laufbahn
Carl Strehl wurde als drittes von vier Kindern des königlich preußischen ersten Brandinspektors zu Berlin und Privatdozenten für Feuerlöschwesen an der Technischen Hochschule zu Charlottenburg Carl Strehl und seiner Ehefrau Helene, geb. Keilmann, geboren.
Bedingt durch den Beruf des Vaters als Beamter des preußischen Staates musste die Familie häufig umziehen, so dass Strehl Schulen in Berlin-Altona, Gera, Insterburg, Köslin und Berlin-Lichterfelde besuchte. Als Carl Strehl 8 Jahre alt war, starb sein Vater und die Mutter sandte ihn in die Preußische Hauptkadettenanstalt. Doch sah er seine Zukunft nicht als Offizier und brach 1900 die militärische Schule vorzeitig ab, ging mit 14½ Jahren zur See und fuhr die folgenden 5 Jahre als Schiffsjunge oder Matrose auf deutschen, englischen und amerikanischen Schiffen.
Carl Strehl erblindete im Dezember 1907 bei einem Unfall in einem chemischen Betrieb in New York und kehrte 1908 nach Insterburg zurück. Für 1½ Jahre besuchte er das Johanneum in Hamburg. Nach Ablegung der Reifeprüfung 1913 studierte er an der Marburger Universität Philologie und Volkswirtschaft. 1915 wurden vom damaligen Direktor der Marburger Universitäts-Augenklinik Alfred Bielschowsky Kurse für Kriegsblinde zum Erlernen von Blindentechniken eingerichtet; er beauftragte Strehl mit der Leitung. Sie gründeten gemeinsam den Verein der blinden Akademiker Deutschlands (heute Deutscher Verein der Blinden und Sehbehinderten in Studium und Beruf), der dafür sorgte, dass 1916 die Deutsche Blindenstudienanstalt in Marburg gegründet werden konnte; Bielschowsky wurde deren ehrenamtlicher Vorsitzender, Strehl ihr Syndikus. – 1921 erfolgte die Promotion zum Dr. phil. mit einer Arbeit zum Thema Die Kriegsblindenfürsorge. Ein Ausschnitt aus der Sozialpolitik.
1927 wurde Strehl zum Direktor der Marburger Blindenstudienanstalt, dessen Vorstand ab 1933 auch Wilhelm Pfannenstiel angehörte, ernannt; dieses Amt bekleidete er bis zum Eintritt in den Ruhestand.
Ab 1931 nahm er Lehraufträge an der Universität für Blindenwesen und Blindenfürsorge wahr. 1940 wurde er zum Honorarprofessor für Blindenwesen als Untergebiet für Augenheilkunde an der Medizinischen Fakultät der Universität Marburg ernannt.
Strehl hatte vorgeschlagen, Blinde als Gutachter an den Sterilisierungsgerichten einzusetzen, da dadurch „den betroffenen Blinden ein Teil ihres unberechtigten Mißtrauens genommen“ werden würde.

## Ehrungen
- Verdienstkreuz (Steckkreuz) der Bundesrepublik Deutschland (1953)
- Großes Bundesverdienstkreuz der Bundesrepublik Deutschland (1956)
- Dr. med. h. c. der Philipps-Universität Marburg (1961)
- Verdienstmedaille der Stadt Marburg (1966)
- Großes Bundesverdienstkreuz mit Stern der Bundesrepublik Deutschland (1966)

- Die Ausbildungsstätte der Blindenstudienanstalt in Marburg trägt den Namen Carl-Strehl-Schule.
- In Marburg gibt es eine Carl-Strehl-Straße.
- Die Deutsche Blindenstudienanstalt und der Deutsche Verein der Blinden und Sehbehinderten in Studium und Beruf verleihen gemeinsam die Carl-Strehl-Plakette.

## Sonstiges
Carl Strehl engagierte sich auch kommunalpolitisch; er kandidierte noch im April 1933 auf einer unabhängigen Bürgerliste für die Marburger Stadtverordnetenversammlung. Seit 1923 war er Mitglied in der Freimaurerloge Marc Aurel zum flammenden Stern in Marburg.

## Schriften (Auswahl)
- Die Blindenstudienanstalt in Marburg-Lahn. Ihre Gründung und Entwicklung 1916–1958. Festschrift zur Einweihung der Carl-Strehl-Schule. Marburg 1958.
- Gedenkschrift 25 Jahre Blindenstudienanstalt Marburg (Lahn). Von der Gründung bis zum heutigen Tage. Hrsg. v. Carl Strehl.  Marburg: Blindenstudienanstalt 1942.
- Schulische, berufliche und nachgehende Fürsorge für Blinde und Sehschwache. Ein Nachschlagewerk für Behörden, Fürsorger, Ärzte, Erzieher, Blinde und deren Angehörige. Leipzig: Thieme 1939.
- Die Kriegsblindenfürsorge der Marburger Blindenstudienanstalt von 1915–1932. Marburg 1932.
- Die höhere Bildung der Blinden und ihre Verwendungsmöglichkeiten. [Berlin] 1931.
- Die Kriegsblindenfürsorge. Ein Ausschnitt aus der Sozialpolitik. Berlin: Springer 1922.
- Die Fürsorge für blinde Akademiker. Marburg: Verein der Blinden Akademiker Deutschlands [ca. 1918].